# 紐約科學院
纽约科学院（英語：New York Academy of Sciences）是一个独立的非营利机构，成立于1817年，在全球150个国家有近25000名会员。

## 人权奖
全名为 Heinz R. Pagels 科学家人权奖（全部得奖人名单）。曾经多次颁发给中国学者。
1988年曾颁发给物理学家方励之 ，1995年颁发给天安门母亲 ，人民大学教授丁子霖；2001年颁发给原上海正方软件公司经理林海。
2007年，9月20号在其年度会议上颁奖。科学家人权奖颁赠给揭露中国SARS和艾滋病疫情的蒋彦永及高耀洁医生。高耀洁医生的妹妹和女儿代为领奖。蒋彦永医生未能出席，因为身在军队，要经过领导同意才可能去。但是他想探望在美国的女儿，当局也不准许。